# Cossacos zaporojianos

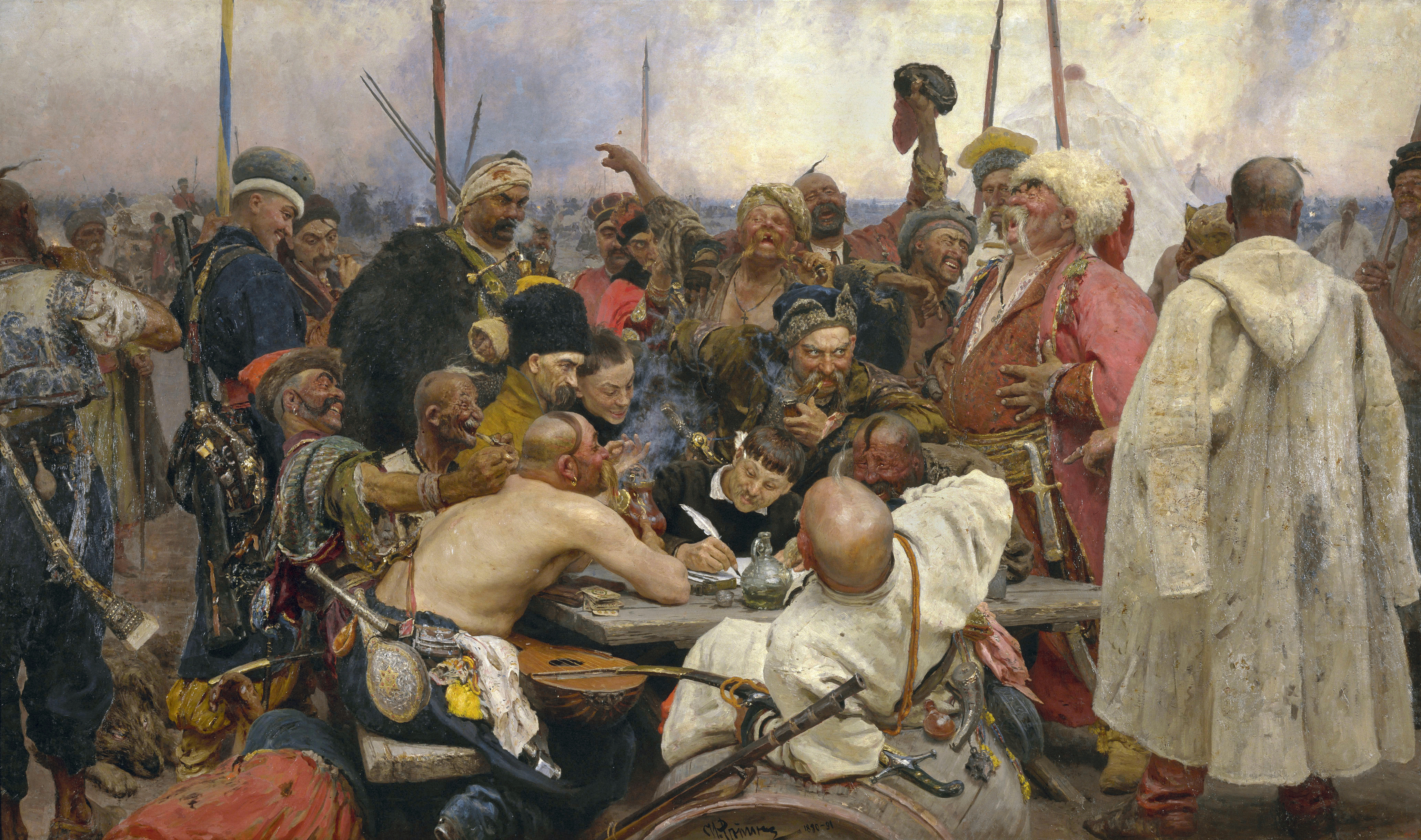
Os cossacos escrevem uma carta ao sultão turco (Ilia Repin, 1891)

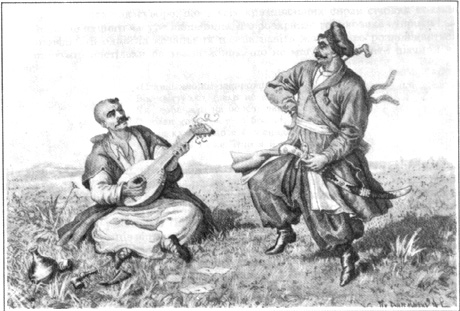
Cossacos zaporojianos (ilustração do livro de Alexandre Ivanoviche Rigelman “Narrativa analística sobre a Malorrússia e seu povo e os cossacos em geral, onde e de que povo eles se originaram e em que ocasiões eles agora vivem em seus lugares, como: Cherkasse ou pqueno russo e zaporojiano, e deles o Don e destes Yaitski, que são agora os Ural, Grebenski, Siberiano, Volga, Terek, Nekrasovski e outros cossacos, bem como os regimentos Slobodski.")

Cossacos Zaporojianos (em ucraniano:  Запорозькі козаки, em russo:  Запорожские казаки) sao parte dos cossacos da região do Dnieper, no território da moderna Ucrânia, que em 1555 tinha uma série de fortificações militares dispersas (“cidades” ou “siches”) e assentamentos (aldeias, casas de inverno) além das corredeiras do Dnieper (Zaporójia), fora da jurisdição de qualquer Estado (Campo selvagem).
Posteriormente eles se uniram  em uma organização militar e estatal separada, a Hoste Zaporojiana, que recebeu seu nome do nome da região onde viviam, a localização da principal fortificação militar chamada “Siche”  ou seja, a fortaleza e localização da comunidade cossaca, tropas e familías (Kosh) e sua liderança. Mais tarde, em conexão com a formação da hoste cossaca registrada no final do século XVI, o assentamento de parte dos cossacos zaporojianos no território das voivodias de Kiev, Chernigov e Bratslav, bem como em conexão com a formação após 1625, de acordo com o Tratado de Kurukovo, da estrutura regimental da hoste cossaca registrada, os cossacos registrados que não viviam no território de Zaporojia começaram a ser chamados de zaporojianos.
Posteriormente, após a revolta de Bogdano Khmelnitski em 1648, os territórios da Comunidade Polaco-Lituana, localizados nas terras da moderna Ucrânia do Norte e Central, sudeste da Bielorrússia e sudoeste da Rússia (Starodubie), ficaram sob o controle da Hoste Zaporojiana e do poder do hetman zaporojiano. Formaram novos regimentos cossacos, recrutados entre a população local de acordo com o princípio da milícia territorial. Eles complementaram a estrutura regimental da hoste cossaca, formando assim uma estrutura militar e administrativo-territorial centralizada da Hoste Zaporojiana, que na historiografia também recebeu o nome de Hetmanato. Todos os cossacos que viviam no território do Hetmanato passaram a ser chamados de zaporojianos.

## História

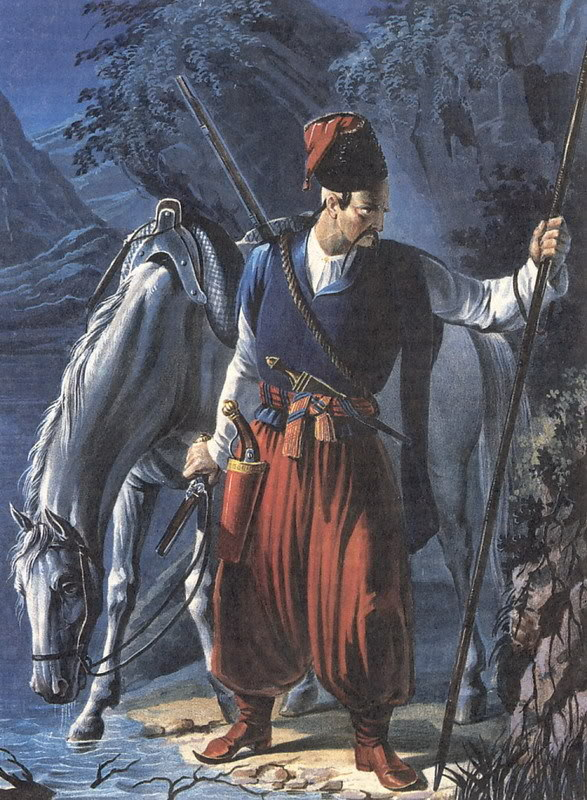
Cossaco zaporojiano (séc. XVIII).

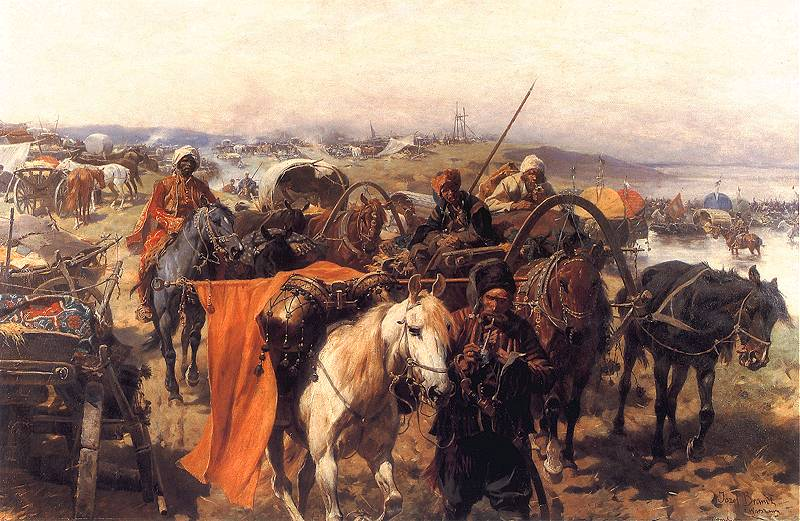
"Comboio de cossacos" (Jozef Brandt, por volta de 1880)

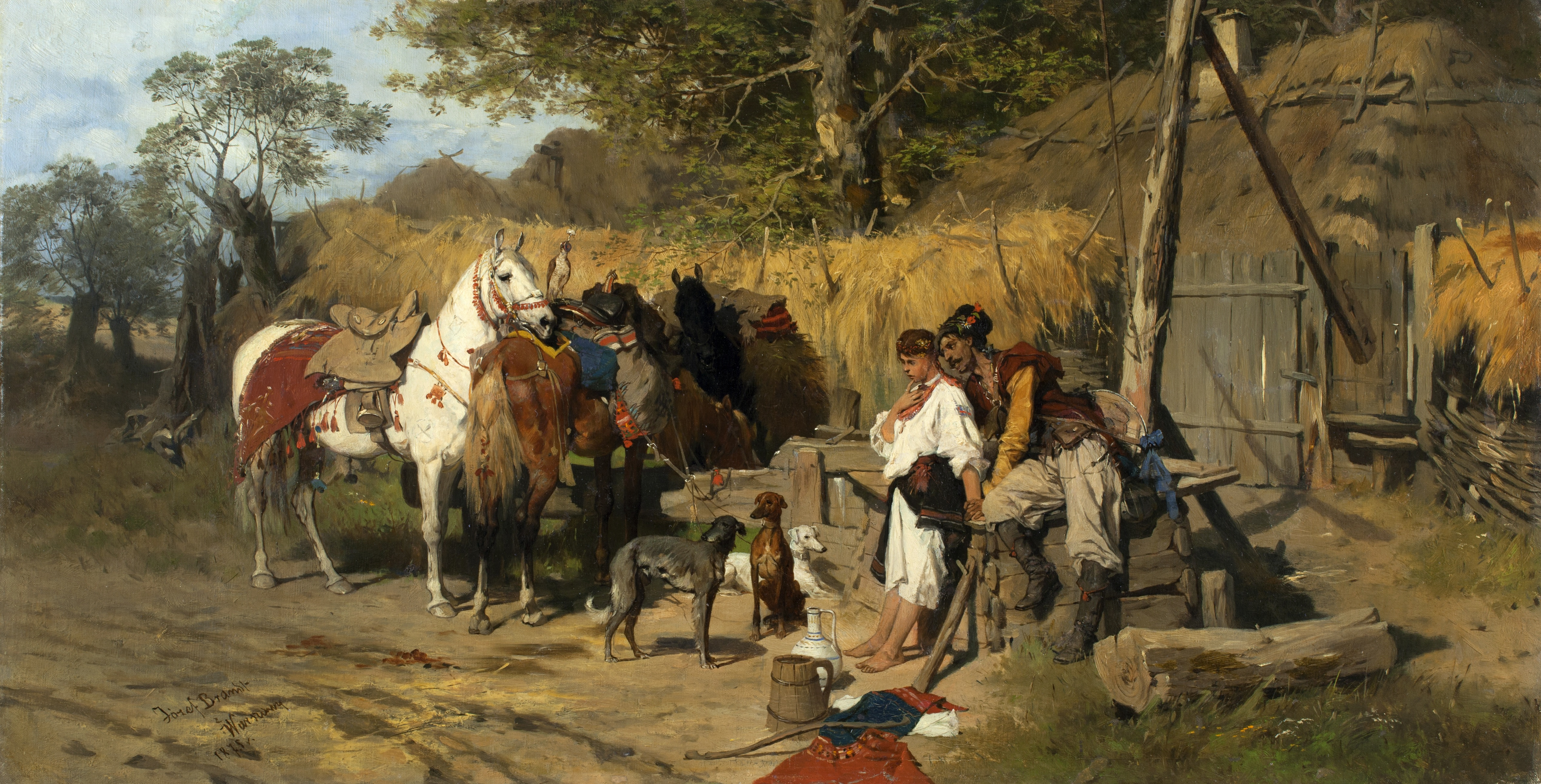
"O Cossaco e a Donzela" (Jozef Brandt, 1875)

### Primeiras menções e origem
Fontes falam da existência de cossacos na Crimeia no final do século XIII.
A palavra “Cossaco” é conhecida desde os séculos XIII-XIV; foi mencionada pela primeira vez com o significado de “guarda” no dicionário Latino-Persa-Cumano (antigo kipchak) de 1303, “Codex Cumanicus”, cujo aparecimento está associado à colônia genovesa de Cafa (moderna Feodosia), onde na década de 1280 havia uma escola missionária de monges franciscanos.
Em 1308, em Sugdei (moderno Sudak), os cossacos foram mencionados, mas no sentido de ladrões.
Em 1397, o Cã Tokhtamysh, da Horda Dourada transferiu as terras da Horda (Oblast de Kiev, Podólia, Oblast de Cherniguive e parte do Campo Selvagem) para o príncipe lituano Vitautas em troca de proteção de Tamerlão, as terras restantes por muito tempo foram consideradas terras de ninguém, destinadas apenas ao nomadismo.
A área de estepe abaixo das corredeiras do Dnieper há muito é chamada de Zaporojia (com base em sua localização além das corredeiras do rio Dnieper). Foi aqui, na fronteira da floresta e da estepe selvagem, na junção da constância sedentária eslava e da vida selvagem dos nômades, que nasceram e se fortaleceram os cossacos, que, com base na área em que viviam no o curso inferior do Dnieper, ou seja, "além das corredeiras" (do Dnieper), passaram a ser chamados de cossacos das planícies ou zaporojianos.
Desde o colapso da Horda Dourada, no final do século XV e início do século XVI, fugitivos de toda a Rus' (tanto do Grão-Ducado da Lituânia quanto do Estado russo) começaram a estabelecer-se nas ilhas do Dnieper e para além das corredeiras do Dnieper numa área chamada "Grande Prado"(em russo:  Великим Лугом), fora a zona de jurisdição administrativa de quaisquer Estados - os chamados “zimoviks”(em russo:  зимовики), que viviam principalmente da caça e da pesca.
Não há referências diretas aos cossacos zaporojianos nas fontes dos séculos XIII-XV, porém, conhecendo a tendência dos cossacos de levar um estilo de vida militar e o costume de serem contratados para servir a um ou outro governante de Estados vizinhos, temos de julgar os cossacos zaporojianos pelas menções nas fontes de tais Estados e formações semelhantes localizadas nas proximidades de Zaporójia.
Assim, fontes da Crimeia da segunda metade do século XV mencionam, juntamente com os tártaros, tanto guardas cossacos contratados quanto ladrões cossacos - por exemplo, a partir de meados do século XV, alguns cossacos realizavam escoltas e guardas em Cafa e em outras colônias genovesas, e em 1474 os cossacos do tsareviche tártaro Kasim, um vassalo do Czar de Moscou, roubaram uma caravana de comerciantes cafinianos nas estepes. Ao mesmo tempo, como reclamaram os mercadores cafinianos, estavam sendo constantemente prejudicados pelos “ganha-pão das estepes”(em russo:  степные добытчики) - seus vizinhos (na verdade, os cossacos zaporojianos).
E em 1502-1504, o Cã da Crimeia acusou os cossacos de Kiev e Cherkassy de ataques aos seus mercadores e embaixadores nos transportes do Dnieper.

O historiador polonês Marcin Bielski fornece informações valiosas sobre o cotidiano, a vida e as atividades dos cossacos zaporizianos, suas campanhas militares contra os turcos e tártaros:
Esses pessoas da pospolita geralmente se dedicam à pesca no Baixo Dnieper, que eles secam ao sol sem sal, e assim se alimentam durante o verão, e no inverno vão para as cidades mais próximas, como Kiev, Cherkassy e outras, escondendo seus barcos em alguma ilha do Dnieper, em um lugar isolado, e deixando lá várias centenas de homens em um kuren, ou, como dizem, no campo de tiro. Eles também têm seus canhões, em parte capturados por eles em castelos turcos, em parte tomados dos tártaros. Não havia tantos cossacos antes, mas agora eles aumentaram para vários milhares de homens; eles aumentaram especialmente nos últimos tempos. Eles frequentemente causam grandes problemas aos tártaros e turcos e já destruíram Ochakov, Tyaginka, Belgorod e outros castelos várias vezes, e nos campos eles tomaram muitos saques, de modo que agora tanto os turcos quanto os tártaros têm medo de levar ovelhas e gado para pastar longe, como costumavam fazer antes; eles também não pastam gado em nenhum lugar daquele lado (esquerdo) do Dnieper a uma distância de dez milhas da costa. Os cossacos são os que mais brigam conosco com os turcos; os próprios tártaros dizem que, se não fossem os cossacos, poderíamos viver bem com eles; mas não se deve acreditar apenas nos tártaros: seria bom ter cossacos, mas é necessário que eles estejam sob comando e recebam um salário; deixe-os viver em cabos e nas ilhas do Dnieper, que são tantas e algumas são tão inexpugnáveis que, se algumas centenas de homens se instalassem lá, o maior exército não faria nada contra eles.
Posteriormente, as reclamações do cã sobre os ataques dos cossacos tornaram-se regulares. Segundo Litvin, dada a forma habitual como esta designação é utilizada em documentos da época, pode-se supor que os cossacos eslavos eram conhecidos há décadas, pelo menos a partir de meados do século XV, também é possível que os cossacos zaporojianos tenham tomado emprestado de seus vizinhos do ambiente de língua turca (principalmente tártaro) não apenas o nome, mas também muitas outras palavras, sinais de aparência, organização e tática, mentalidade.
"Se os poloneses vão lhe causar angústia, os hetman e os cherkasses iriam em direção à Majestade do Czar, e a Majestade do Czar tem grandes terras, vastas e abundantes no Estado russo, e há um lugar para eles se estabelecerem: eles gostariam de se estabelecer ao longo dos rios Donets e Medveditsa, e em outros lugares agradáveis e espaçosos".
- Negociações sobre a anexação de Malorossiya à Rússia, 22 de março de 1652.
Os cossacos zaporojianos (e os cossacos ucranianos em geral) às vezes também eram chamados de "Cherkasses" no Estado russo. É verdade que diferentes historiadores associaram diferentes significados a este nome. Assim, Basílio Tatishchev associou-o aos “circassianos da montanha”, e Nicolau Karamzin - ao nome próprio dos Berendeis e Torques.
Nosso grande soberano tem muitas e inúmeras tropas contra seus inimigos, e elas são de todos os tipos de estrutura: ...
Os cossacos de Don, Terek e Yatsk lutam com fogo; e os Cherkasses de Zaporójia lutam tanto com fogo quanto com arco e flecha.
- Descrição do exército russo, dada a Cosimo Medici, em Florença, pelo stolnik Ivan Chemodanov (Embaixador em Veneza), em 1656.
Até o último quarto do século XVI, os cossacos eram um modo de vida, não um status social. Os cossacos eram, em sua maioria, burgueses e boiardos das terras do sudoeste da Rússia - Kiev, Podolsk, Volínia.